# El Álamo, Polotitlán
El Álamo, tidigare El Álamo San Isidro, är en ort i kommunen Polotitlán i delstaten Mexiko i Mexiko. Samhället hade 1 020 invånare vid folkräkningen 2020 och är kommunens tredje folkrikaste samhälle.